# Where in Europe Is Carmen Sandiego?
Where In Europe Is Carmen Sandiego? è un videogioco educativo sulla geografia, a tema investigativo, pubblicato da Brøderbund nel 1988 per Apple II, Commodore 64 e MS-DOS e nel 1989 per Apple IIGS, Amiga e Mac OS. È il terzo titolo della serie di Carmen Sandiego, e dopo i primi sul mondo e sugli USA è dedicato all'Europa.
Uscì anche il relativo libro per ragazzi in inglese Where In Europe Is Carmen Sandiego? (Golden Books, 1991, ISBN 0307222039).

## Modalità di gioco
Il funzionamento del gioco è molto simile a quello del primo Where in the World Is Carmen Sandiego? (vedi), ma in questo caso i luoghi visitati fanno parte di 34 paesi europei, con la geografia politica di poco antecedente ai cambiamenti legati alla fine del blocco sovietico.
Il libro allegato all'edizione originale è il Concise Atlas of Europe (breve atlante d'Europa) edito da Rand McNally.
I nuovi ladri da catturare sono 15, oltre ovviamente al capo Carmen Sandiego, da affrontare per ultima.
Rispetto ai titoli precedenti i menù sono strutturati diversamente e vengono aggiunti,  direttamente all'interno del gioco, un blocco note dove segnarsi gli indizi scoperti sul sospetto e una banca dati delle nazioni che permette di individuare paesi in base a colore della bandiera, lingua e valuta.
Oltre che dall'investigazione, occasionalmente si possono ottenere indizi spontanei da telegrammi del proprio capo.

## Attività scolastiche
Brøderbund pubblicò anche edizioni speciali del programma dedicate alle scuole elementari statunitensi, contenenti materiale per gli insegnanti, e il The Carmen Sandiego Day Kit, un pacchetto di materiale didattico e linee guida per organizzare una giornata di attività scolastiche a tema con la partecipazione delle famiglie. Secondo Brøderbund, il primo Carmen Sandiego Day conosciuto si tenne a Bluffton il 4 marzo 1988.